# 国家海洋委员会
国家海洋委员会，是中华人民共和国国务院拟成立的高级别国务院议事协调机构，其具体工作由中华人民共和国国土资源部管理的国家海洋局承担。

## 沿革
2013年2月，中共十八届二中全会审议通过了《国务院机构改革和职能转变方案》，建议国务院将该方案提交第十二届全国人民代表大会第一次会议审议。2013年3月，国务委员兼国务院秘书长马凯在第十二届全国人民代表大会第一次会议上作《关于国务院机构改革和职能转变方案的说明》，其中提出重新组建国家海洋局，由中华人民共和国国土资源部管理，还提出“设立高层次议事协调机构国家海洋委员会，负责研究制定国家海洋发展战略，统筹协调海洋重大事项。国家海洋委员会的具体工作由国家海洋局承担。”
2013年6月9日，《国务院办公厅关于印发国家海洋局主要职责内设机构和人员编制规定的通知》（国办发〔2013〕52号）发出，其中规定国家海洋局战略规划与经济司“承担国家海洋委员会办公室日常工作”。
但是此后，国家海洋委员会一直未能成立。